# Miltonia moreliana
Miltonia moreliana es una especie de orquídea terrestre perteneciente a la familia Orchidaceae.  Las plantas se encuentran en los estados brasileños de São Paulo, Río de Janeiro y Espírito Santo,  creciendo en los bosques de la parte baja de las regiones de montaña con alto grado de humedad en alturas de alrededor de 800 metros.

## Descripción
Tiene unas inflorescencias normalmente con solo una flor con 7 - 9 cm de diámetro. La variedad moreliana fue descrita en 1846 por Henfrey, y es la más frecuentemente cultivada variedad de Miltonia spectabilis

## Cultivo
Crecen en condiciones intermedias con moderada luz durante el verano, y más luz durante el invierno.  Durante el período de vegetación, la alta humedad es esencial para el éxito del cultivo. Los tiestos no deben secarse por completo y deben tener suficiente drenaje para evitar la pudrición de la raíz. Hay que rociar las plantas con frecuencia si es posible por la mañana para imitar  el rocío del hábitat natural.  

## Nombre común
- Inglés:  Morel's Miltonia

## Sinonimia
- Miltonia spectabilis var. moreliana (A. Rich.) Henfr. (1851)
- Miltonia rosea Verschaff. ex Lem. (1867)
- Miltonia warneri G. Nicholson (1886)
- Miltonia spectabilis var. atrorubens Rolfe (1894)